# Дом в Рюэе
«Дом в Рюэе» (фр. La maison du Rueil) — две картины французского художника Эдуарда Мане, написанные им в 1882 году. На картинах изображен вид на дом, в котором Мане и его семья останавливались за несколько месяцев до его смерти. Две версии почти идентичны, но одна в альбомном формате, а другая — в портретном. Пейзажная версия находится в коллекции Старой национальной галереи в Берлине (Германия), а портретная версия — в Национальной галерее Виктории в Мельбурне (Австралия). Композиция демонстрирует характерные черты импрессионизма и оказала влияние на различных художников начала XX века, создававших аналогичные произведения на основе этой модели.

## Сюжет
На картинах изображён фасад дома на рю-де-Шато № 18 в пригороде Парижа Рюэй-Мальмезон, в котором Мане и его семья останавливались летом (с июля по октябрь) 1882 года. Он арендовал дом у Андре Лабиша, который, возможно, был родственником драматурга Эжена Лабиша. В то время Мане был очень болен. Судя по его письмам того периода, он страдал от депрессии и чувства безнадёжности, и действительно, он умер менее чем через год после того, как эти картины были завершены. Однако, несмотря на свою немощь, Мане оставался продуктивным и в тех же письмах жаловался, что ненастная погода ограничивает его живописную деятельность.

## Описание
Изображение дома в Рюэе не было задумано художником как точное архитектурное воспроизведение: вместо этого полотно сосредоточено только на части переднего фасада двухэтажного строения. Этот вид дополнительно ограничен стволом дерева, который намеренно прорезает центр поля зрения и закрывает вход в дом, так что непонятно, открыт он или закрыт и эта двусмысленность привлекает внимание. Действие происходит в жаркий летний день с ярким солнцем, но с ощущением прохладной тени, создаваемой деревом, которое простирается за пределы поля зрения до верхней части холста. Стены дома светло-жёлтого цвета, а оконные ставни светло-голубые. В берлинском варианте одни ставни открыты, а другие закрыты, а в мельбурнской версии все ставни открыты. В обеих версиях некоторые окна открыты; другие закрываются оконными ставнями или шторами. В берлинском варианте видна только часть тёмно-синей крыши, остальная часть срезана с верхнего края картины. Более светлый оттенок синего в верхнем левом углу может указывать на небо. В мельбурнской версии картина заканчивается на втором этаже; участок крыши полностью отрезан от верхнего края рисунка. В целом, портретная версия показывает более узкую часть дома по сравнению с версией в Берлине, особенно с левой стороны, где в версии Берлина видны дополнительные окна. Берлинская версия также показывает скамейку, расположенную перед домом, и садовую скамейку справа, которые отсутствуют в версии для Мельбурна. На обоих изображениях справа от входа есть стул, на который накинуто что-то вроде одеяла или пальто.
Неизвестно, какой из двух вариантов картины художник написал первым. Авторы каталога-резоне 1975 года, Дени Руар и Даниэль Вильденштейн, называют портретную версию Мельбурнского музея «репликой», утверждая, что Мане изначально выполнил альбомную версию. Однако на картине в Берлине нет опознавательных знаков, тогда как версия Мельбурнского музея, подписана и датирована, что указывает на то, что Мане считал её завершенной.

## История
Пейзажный вариант «Дома в Рюэе» находился в имении Мане после смерти художника и был показан на посвящённой ему мемориальной выставке в Париже в 1884 году. Позже вдова художника Сюзанна Мане продала картину торговцу произведениями искусства Полю Дюран-Рюэлю. Затем картина попала в Берлин, где была показана вместе с портретной версией в художественном салоне Поля Кассирера. Кассирер также выставлял пейзажный формат в 1903 году в Берлинском сецессионе. В том же году Хуго фон Чуди, директор Берлинской национальной галереи, попытался создать аналогичный мотив загородного дома Мане для своего музея. Берлинский предприниматель Эдуард Арнхольд уже выделил большую часть средств на покупку картины «Сад в Бельвю» (Собрание фонда Эмиля Бюрле, Цюрих). Однако в 1904 году он решил добавить «Сад в Бельвю» в свою коллекцию. Вместо этого Чуди смог получить «Дом в Рюэе» в пейзажном формате у Кассирера для своего музея в 1905 году. На эти цели берлинский банкир Карл Хаген выделил средства в размере 50 тыс. марок. Картина находилась в Национальной галерее Берлина с 1906 года.
Первоначально пейзажный формат висел в главном здании Национальной галереи на Музейном острове, а затем был выставлен в Новом отделе Национальной галереи Берлина во Дворце кронпринцев в 1919 году. После того, как владения Национальной галереи были перемещены во время Второй мировой войны, «Дом в Рюэе» переехал в западную часть Берлина после окончания войны. Здесь картина впервые была показана в оранжерее дворца Шарлоттенбург, а с 1968 года — в Новой национальной галерее в Культурфоруме. После воссоединения Германии и слияния отдельных музейных фондов Востока и Запада картина вернулась в здание Старой национальной галереи.
Мане продал портретную версию картины 1 января 1883 года французскому певцу Жан-Батисту Фору, которому принадлежали многочисленные работы Мане. Фор заплатил в общей сложности 11 тыс. франков за «Дом в Рюэе» вместе с двумя другими картинами. Картина попала в художественный салон Поля Кассирера в Берлине через парижского арт-дилера Поля Дюран-Рюэля. Он продал картину 7 октября 1906 года за 60 тыс. франков гамбургскому коллекционеру Теодору Беренсу, который владел ею до своей смерти в 1921 году. Беренс владел несколькими работами Мане, в том числе картиной «Нана», которая сегодня принадлежит коллекции Гамбургскому кунстхалле. В 1922 году его вдова Эстер Беренс продала картину «Дом в Рюэе» парижской Галерее Барбазанжа через арт-дилера Альфреда Голда. Оттуда портретная версия попала в парижский филиал художественного салона M Knoedler & Co в 1923 году и в дом Кнёдлеров в Нью-Йорке в 1924 году. В 1925 году картина снова была выставлена в парижском филиале Knoedler, а затем стала собственностью нью-йоркского арт-дилера Ричарда Дуденсинга и сына. Дилер Валентин Дуденсинг вернул картину в галерею Knoedler в ноябре 1925 года; в 1926 году галерея продала её через своё лондонское отделение за 4 500 фунтов стерлингов Национальной галерее Виктории в Мельбурне, которая приобрела картину на средства из Фонда Фентона.